# Доњи Вакуф
Доњи Вакуф (Србобран од априла 1993. до 14. септембра 1995.) је градско насеље и седиште истоимене општине у Средњобосанском кантону, са око 6.800 становника (попис из 2013). Данас општина Доњи Вакуф има око 14.000 становника, скоро сви становници су муслимани. Град лежи на ријеци Врбас.

## Географија
Доњи Вакуф је важна босанскохерцеговачка раскрсница. Кроз град пролазе двије важне магистрале: Зеница — Доњи Вакуф и Бања Лука — Јабланица.

## Историја
Град је настао 1572. године градњом џамије Ибрахим-бега Малкоча.

## Становништво
|                      | 2013.          | 1991.           | 1981.           | 1971.           |
| Укупно               | 6 711 (100,0%) | 8 771 (100,0%)  | 7 224 (100,0%)  | 5 012 (100,0%)  |
| Бошњаци              | 6 360 (94,77%) | 5 327 (60,73%)1 | 4 207 (58,24%)1 | 3 723 (74,28%)1 |
| Роми                 | 97 (1,445%)    | –               | –               | –               |
| Срби                 | 56 (0,834%)    | 2 616 (29,83%)  | 1 854 (25,66%)  | 882 (17,60%)    |
| Муслимани            | 56 (0,834%)    | –               | –               | –               |
| Босанци              | 53 (0,790%)    | –               | –               | –               |
| Неизјашњени          | 28 (0,417%)    | –               | –               | –               |
| Хрвати               | 19 (0,283%)    | 191 (2,178%)    | 184 (2,547%)    | 278 (5,547%)    |
| Албанци              | 14 (0,209%)    | –               | 2 (0,028%)      | 17 (0,339%)     |
| Босанци и Херцеговци | 11 (0,164%)    | –               | –               | –               |
| Остали               | 11 (0,164%)    | 114 (1,300%)    | 58 (0,803%)     | 20 (0,399%)     |
| Непознато            | 5 (0,075%)     | –               | –               | –               |
| Словенци             | 1 (0,015%)     | –               | 5 (0,069%)      | 3 (0,060%)      |
| Југословени          | –              | 523 (5,963%)    | 900 (12,46%)    | 84 (1,676%)     |
| Црногорци            | –              | –               | 12 (0,166%)     | 5 (0,100%)      |
| Македонци            | –              | –               | 1 (0,014%)      | –               |
| Мађари               | –              | –               | 1 (0,014%)      | –               |

1. 1 На пописима од 1971. до 1991. Бошњаци су пописивани углавном као Муслимани.

## Економија
Значајна је дрвна индустрија „Јањ“ и фабрика гипса. За време рата 1992—1995. много привредних и економски важних објеката је дјелимично или потпуно уништено. Проблем града и општине је висока стопа незапослености, посебно међу младим људима.

## Образовање
Гимназија, мјешовита средња школа и двије основне школе постоје у самом граду.

## Напомена
1. ↑  Службени гласник Републике Српске 03/93